# Д-р Петър Берон
Вижте пояснителната страница за други значения на Петър Берон.
„Д-р Петър Берон“ е български 2-сериен телевизионен игрален филм (исторически) от 1983 година на режисьора Нина Минкова. Сценарият е написан от Кирил Василев. Оператор е Иван Варимезов. Музикален оформител е Яна Пипкова.

## Серии
- 1. серия – 64 минути
- 2. серия – 56 минути[2].

## Актьорски състав
| Роля                                          | Изпълнител                                  |
| --------------------------------------------- | ------------------------------------------- |
| Д-р Петър Берон                               | Никола Ханджийски                           |
| Никола Хаджиберов                             | Андрей Турлаков                             |
| Д-р Иван Селимински                           | Добри Добрев                                |
| Д-р Никола Пиколо                             | Георги Гайтаников (като Георги Гайтанников) |
| Димитър                                       | Иван Бурджев                                |
| Неда                                          | Красимира Петрова                           |
| Руско Хаджиберов                              | Иван Йорданов                               |
| Николай Павлович                              | Валери Петров                               |
| Елена / Петранка, дъщерята                    | Мария Каварджикова                          |
| баба Франга                                   | Ана Георгиева                               |
| Мариола                                       | Паша Берова                                 |
| Димитриу                                      | Георги Пенев                                |
| мадам Жанет                                   | Надя Якимова                                |
| Гастон                                        | Свилен Стоянов                              |
| Теохар Папазов, управител на имотите на Берон | Илия Раев                                   |
| абат Степанус                                 | Васил Бъчваров                              |
| монах                                         | Димитър Шарков                              |
| Александър Екзарх                             | Калоян Цанов                                |
| Жером Адолф Бланки, френски философ и издател | Венцислав Кисьов                            |
| княз Черторитски                              | Стоян Миндов                                |
|                                               | Станислав Пищалов                           |
|                                               | Стоян Стойчев                               |
|                                               | Дичо Дичев                                  |
|                                               | Румен Димитров                              |
|                                               | Йордан Мутафов                              |
|                                               | Альоша Бехар                                |
|                                               | Стефан Поляков                              |
|                                               | Георги Икономов                             |
|                                               | Теодора Минкова                             |
|                                               | Валери Ценков                               |
|                                               | Елвира Керлян                               |
|                                               | Методи Войнов                               |